# ایتالجت
ایتالجت (انگلیسی: Italjet) شرکت موتورسیکلت‌سازی ایتالیایی است، که در سال ۱۹۶۰ توسط لئوپولدو تارتارینی تأسیس شد.